# Cappella dei Santi Rocco e Sebastiano
La cappella dei Santi Rocco e Sebastiano è un edificio religioso situato a Grono, nel Cantone dei Grigioni (Svizzera).
L'edificio fa parte dell'Inventario dei beni culturali svizzeri d'importanza nazionale e regionale ed è classificato come bene culturale di importanza regionale (tipo B).
La chiesa fu edificata nel 1615 sopra un preesistente oratorio intitolato a San Bernardino del quale vennero incorporate le strutture, al 1690 risale l'aggiunta della sagrestia mentre il campanile venne aggiunto nel 1715.
La facciata barocca si affaccia creando una piccola piazza a lato della Strada principale 13 che attraversa il centro abitato di Grono. Negli affreschi sulla facciata sono rappresentati la Madonna del latte e i santi Rocco e Sebastiano.
La navata è caratterizzata dalla volta a botte, il coro ha una volta a crociera con un ricco decoro barocco di stucchi risalenti al 1715.